# Phyllophaga mariana
Phyllophaga mariana är en skalbaggsart som beskrevs av Henry Clinton Fall 1929. Phyllophaga mariana ingår i släktet Phyllophaga och familjen Melolonthidae. Inga underarter finns listade i Catalogue of Life.